# Nationellt självbestämmande
Nationellt självbestämmande är ett rättsbegrepp inom internationell rätt som syftar på den kollektiva rätten för folk att bestämma över sitt eget öde i internationellt hänseende. Det är en grundprincip i folkrätten och som sådan allmänt erkänd. Rättsprincipen ifråga ställs naturligen mot en annan erkänd rättsprincip, principen om staters rätt till suveränitet; båda är jus cogens. Medan nationellt självbestämmande handlar om folkets rätt, vanligen till autonomi från staten, handlar suveränitet om statens rätt till absolut och ständig makt över ett samvälde och sitt territorium. De båda rättsprinciperna har ett kontradiktoriskt förhållande till varandra,  men är oaktat detta båda giltiga. Det nationella självbestämmandet var en populär rättsprincip under 1970-talet efter avkoloniseringen av världen. Dock började Världssamfundet med tiden att medge inskränkningar av denna rätt, eftersom det i de nya, avkoloniserade staterna försiggick ständiga maktkamper med separatistiskt lagda etniska, politiska eller religiösa minoriteter vilket omöjliggjorde fred.
Fastän idén om nationellt självbestämmande idéhistoriskt hör samman med nationalismen under 1800-talet, var det först efter första världskriget som principen blev mera allmän, detta med anledning av att Österrike-Ungern upplöstes i mindre stater. Efter andra världskriget antog FN konventioner och deklarationer om principen. FN-stadgan kapitel 1, artikel 1, §2 lyder att FN:s ändamål är "att mellan nationerna utveckla vänskapliga förbindelser, grundade på aktning för principen om folkens lika rättigheter och självbestämmanderätt samt vidtaga andra lämpliga åtgärder för att befästa världsfreden". Med folk menas i detta sammanhang något annat än staten, regeringen, politiska eller religiösa fraktioner eller terroristgrupper.
Detta kom att uppfattas som att koloniserade folk ägde denna rätt, medan icke-koloniserade folk inte per automatik gjorde det. När stater ingåtts av flera etniska grupper som varit koloniserade tillerkänner FN dem nationellt självbestämmande som grupp. Om ett tidigare koloniserat folk redan en gång ingått en avkoloniserad stat med ett annat folk, upphör normalt rätten att bryta sig ur; det gäller bara de som lever koloniserade.
Internt nationellt självbestämmande är en del av rättsprincipen. Det innebär att folket har sociala, politiska, språkliga, religiösa och kulturella rättigheter inom sitt land. Externt nationellt självbestämmande handlar om fall när ett majoritets- eller minoritetsfolk vill börja uppgå i en annan stat. Det senare kan åstadkommas: 
- a) genom fredlig upplösning av staten,
- b) genom att hela staten uppgår i en annan stat, eller
- c) genom secession (utbrytning).

Det senare (c) är inkompatibelt med jus cogens-regeln om suveränitet. I de mycket fåtaliga fall när det nationella självbestämmandet överordnats har det vanligen handlat om att andra stater (jämför Montevideokonventionen) och då i synnerhet stormakter, ansett moderstaten vara de fault och att minoritetsgruppen som bryter sig ut är förtryckt.
Ett flertal fall efter andra världskriget har satt rättsprincipen under lupp. Det gäller inte minst forna Jugoslavien och dess balkanisering under 1990-talet, som ledde till ett långdraget krig och etnisk rensning.